# Porzellanfabrik Limbach AG
Die Limbach AG war eine im 18. Jahrhundert in Limbach, Thüringen gegründete Porzellanfabrik sowie Hersteller von Puppen und Puppenköpfen.

## Geschichte
Die Limbach AG entwickelte sich aus der 1772 von Gotthelf Greiner gegründeten Porzellanfabrik, die anfangs vor allem Geschirr und Tierfiguren herstellte. Erst nach mehr als einem Jahrhundert in der Firmengeschichte wurde in den 1880er Jahren mit der Produktion von Puppenköpfen begonnen sowie von Gelenk- und Badepuppen.
Nachdem die Herstellung von Puppenköpfen ab 1899 unterbrochen worden war, wurde diese Produktion ab 1919 wieder aufgenommen. Seitdem waren die Marken Norma, Rita und Wally, gemeinsam eingeprägt auf den Puppen mit einem Kleeblatt und einer Krone, eingetragene Schutzmarken der Aktiengesellschaft.
Das Unternehmen war noch im Jahr 1937 tätig.
Im Jahr 1944 wurde die Firma aufgelöst.

## Zugeschriebene Formnummern
Den von Limbach produzierten Porzellankopf- und Puppenformen wurden die folgenden Formnummer zugeschrieben: 2780, 6335, 8552, 8553, 8660, 8675, 8682, 8822, 8867, 9027 und 9307. Die noch zur Zeit des Deutschen Kaiserreichs im Jahr 1913 eingetragene Nummer 10000 bezeichnete nicht eine einzelne Porzellanform, sondern „[...] ein komplettes Sortiment von Limbach-Puppen“.